# Trần Văn Bản
Trần Văn Bản (sinh năm 1950) là đại biểu Quốc hội Việt Nam khóa 13, thuộc đoàn đại biểu Bình Định.
Ngày sinh: 10/10/1950
Giới tính: Nam
Dân tộc: Kinh
Tôn giáo: Không
Quê quán: Xã Vũ Đông, huyện Kiến Xương, Thái Bình
Trình độ chính trị: Cao cấp lý luận chính trị
Trình độ chuyên môn: Thầy thuốc nhân dân, Bác sĩ Chuyên khoa cấp 1 YHCT
Nghề nghiệp, chức vụ: Chủ tịch Trung ương Hội Đông y Việt Nam, Ủy viên Ủy ban Trung ương Mặt trận Tổ quốc Việt Nam, Phó Chủ tịch Hội nghị sĩ về sức khỏe Quốc hội, Ủy viên Uỷ ban Về các vấn đề xã hội của Quốc hội
Nơi làm việc: Trung ương Hội Đông y Việt Nam - 19 Tông Đản, Hoàn Kiếm, Hà Nội
Ngày vào đảng: 20/2/1975
Nơi ứng cử: Bình Định
Đại biểu Quốc hội khoá: XII,XIII
Đại biểu chuyên trách: Không
Đại biểu Hội đồng Nhân dân: Đại biểu HĐND tỉnh Thái Bình khóa XII, XIII